# Forbestra truncata
Forbestra truncata är en fjärilsart som beskrevs av Butler 1877. Forbestra truncata ingår i släktet Forbestra och familjen praktfjärilar. Inga underarter finns listade i Catalogue of Life.